# Atroxima afzeliana
Atroxima afzeliana là một loài thực vật có hoa trong họ Polygalaceae. Loài này được (Oliv. ex Chodat) Stapf mô tả khoa học đầu tiên năm 1905.